# Уфимское командное речное училище
Уфимский филиал Волжского государственного университета водного транспорта (сокращённо Уфимский филиал ФГБОУ ВО «ВГУВТ»), более известный как  Уфимское командное речное училище — учебное заведение города Уфа, обособленное структурное подразделение ВГУВТ, реализующее программы подготовки специалистов среднего звена на водном транспорте. Является старейшим средним специальным учебным заведением Уфы.

## История
Образовано под названием Уфимского речного училища в соответствии с приказом Министра речного флота РСФСР от 7 июля 1970 года. 25 мая 1995 года постановлением Главы администрации Ленинского района Уфы переименовано в Уфимское командное речное училище. 29 января 2003 года постановлением Главы администрации Ленинского района получило статус государственного образовательного учреждения среднего профессионального образования, а 26 февраля 2004 года на основании распоряжения Министерства транспорта от 30 января получило статус федерального.
В 2005 году Уфимское командное речное училище стало филиалом Московской государственной академии водного транспорта на основании соответствующих распоряжений Правительства РФ от 30 сентября 2005 года и Федерального агентства морского и речного транспорта (Росморречфлота) от 10 ноября и 23 декабря 2005 года. Статус филиала официально присвоен училищу 24 января 2006 года. В дальнейшем головная организация была переименована ещё несколько раз, что повлияло и на именование официального юридического лица Уфимского филиала.
23 января 2017 года на основании приказа Министерства транспорта РФ от 29 июля 2016 года и распоряжения Росморречфлота от 28 ноября 2016 года Уфимское училище вышло из состава Московской государственной академии водного транспорта и стало филиалом Государственного университета имени адмирала С. О. Макарова (ликвидирован 6 июня 2018 года). 31 августа 2017 года училище стало филиалом Волжского государственного университета водного транспорта как обособленное структурное подразделение.
27 февраля 2025 года на основании распоряжения Росморречфлота от 7 февраля Уфимское речное училище вошло в состав Волжского государственного университета водного транспорта.

## Подготовка специалистов
Уфимский филиал занимается подготовкой специалистов среднего звена на водном транспорте, а также предоставляет услуги дополнительного образования и профессионального обучения. Училище квалифицированными кадрами судоходные компании и иные предприятия транспортной отрасли в Республике Башкортостан, Восточной и Западной Сибири и на Европейской территории России (в том числе на Северо-Западе).
Ранее в училище вели подготовку по следующим специальностям:
- Организация перевозок и управление на транспорте
- Правоведение
- Судоводитель — помощник механика судов речного флота
- Судовождение на внутренних водных путях и в прибрежном плавании
- Эксплуатация транспортного электрооборудования
- Эксплуатация транспортных энергетических установок
- Экономика и бухгалтерский учёт

В настоящее время училище реализует следующие образовательные программы среднего специального образования:
- Судовождение
- Эксплуатация судовых энергетических установок
- Эксплуатация судового электрооборудования и средств автоматики
- Организация перевозок и управление на транспорте

По состоянию на 2008 год выпускниками Уфимского речного училища стали около 5 тысяч специалистов, по оценке на 2025 год общее число выпускников составило около 7 тысяч человек. В 2022 году Уфимский филиал был признан лучшей из подведомственных образовательных организаций Федерального агентства морского и речного транспорта, занимающихся подготовкой кадров среднего профессионального образования.

## Материально-техническая база
В материально-техническую базу училища во время его пребывания в составе МГАВТ входили:
- учебный корпус площадью 3474,6 м² (кабинеты, актовый и спортивный зал)
- общежитие на 136 комнат площадью 6919,4 м² (филиал библиотеки, стоматологический кабинет, камера хранения и прачечная)
- столовая на 300 посадочных мест
- водно-спортивная лаборатория (два дебаркадера, водно-гребная база, 4 теплохода и 3 баржи)
- стадион «Водник» (футбольное поле, баскетбольная и волейбольная площадка, крытый ангар для спортивных игр, освещённая лыжная трасса и полоса препятствий)
- блок вспомогательных помещений
- автомобильный транспорт

## Начальники
- Бричкин, Николай Владимирович[5]
- Ахмадеева, Фарида Шариповна[3]